# Johan Göransson (byggmästare)

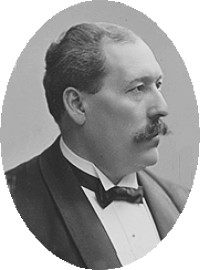
Johan Göransson.

Johan Fredrik Göransson (stavas även Göranson), född 13 oktober 1859 i Skövde, död 5 oktober 1926 i Stockholm, var en svensk bygg- och murmästare, huvudsakligen verksam i Stockholm.

## Biografi

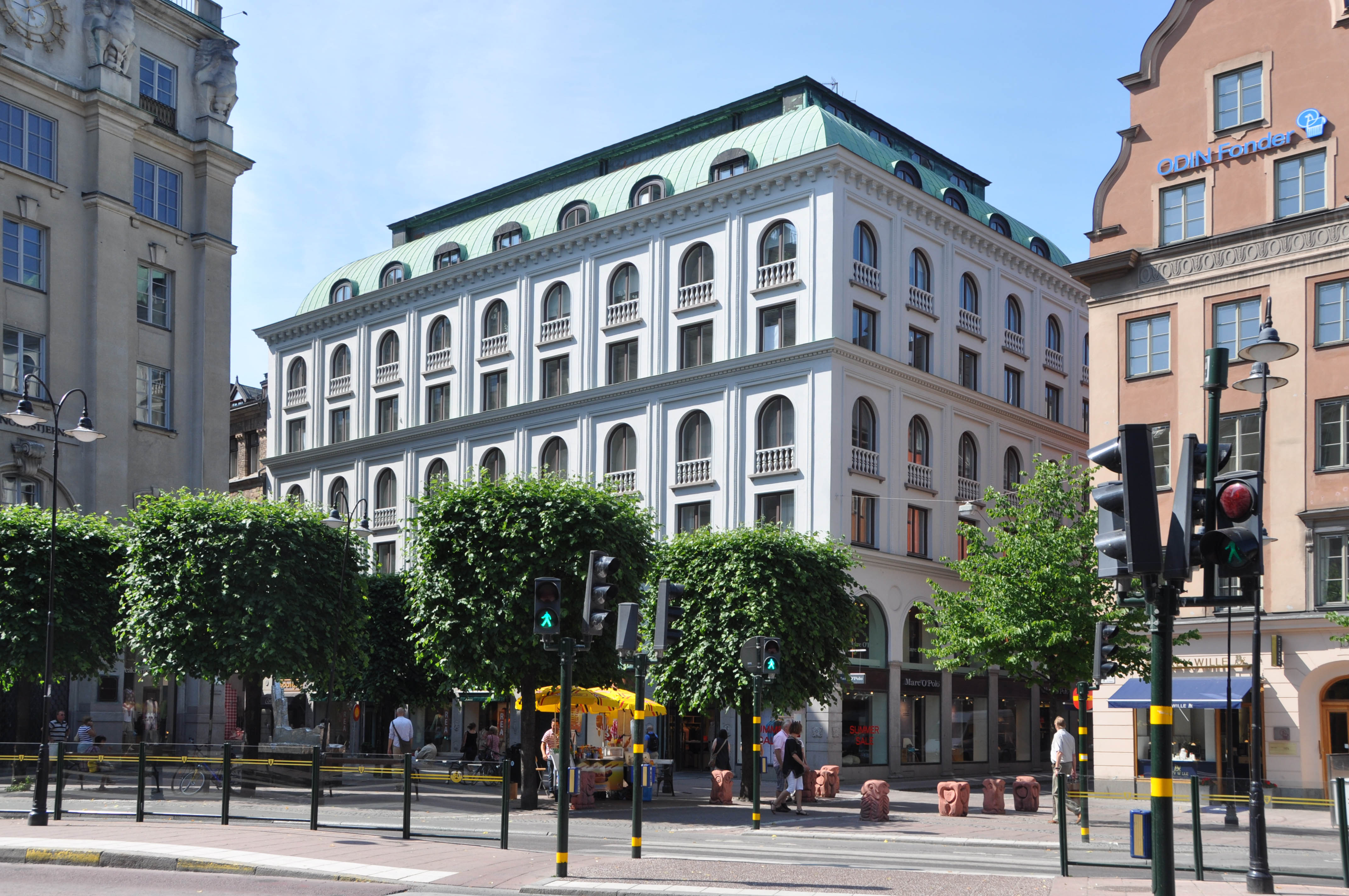
Sturepalatset sett från Stureplan.

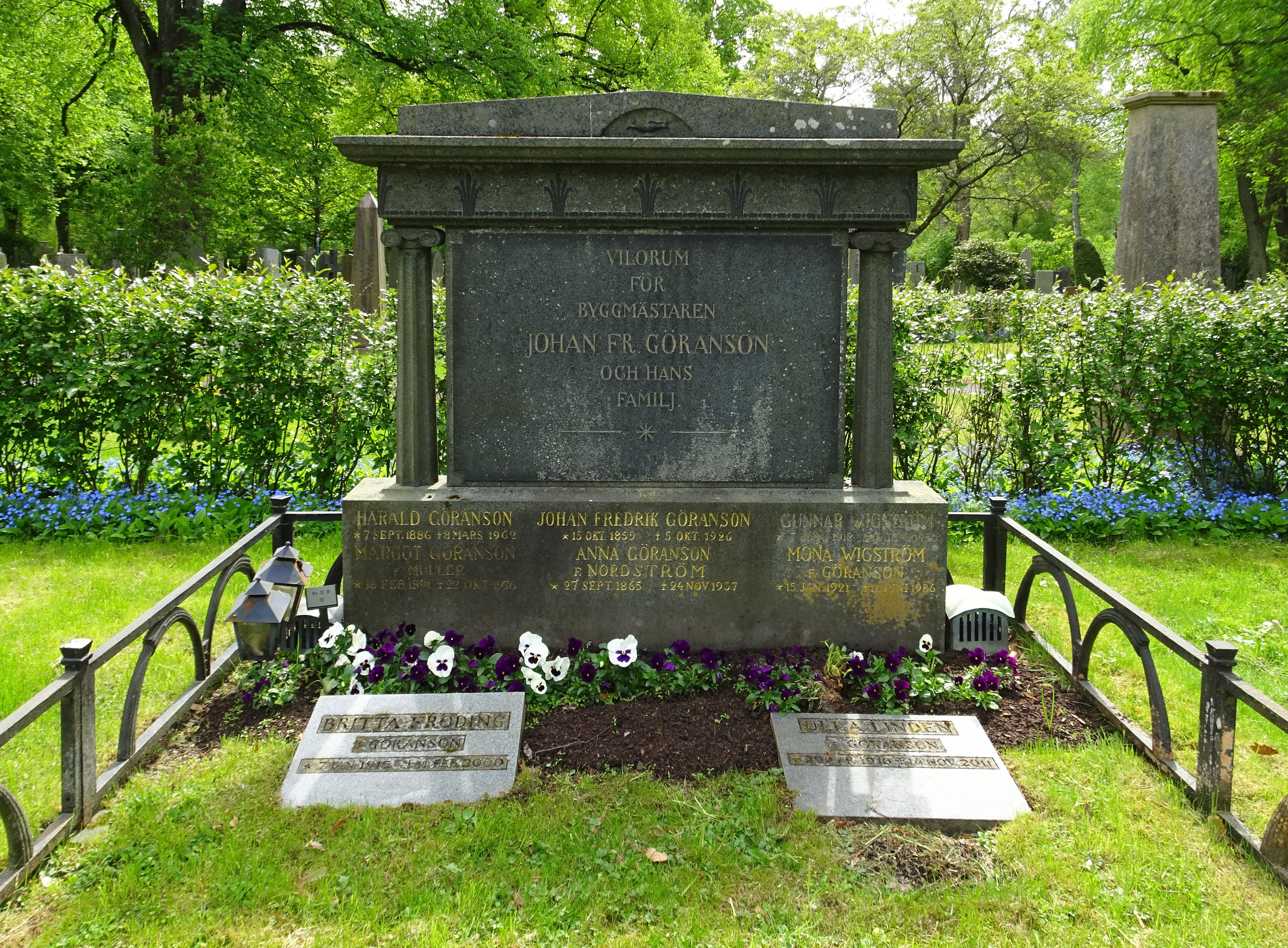
Johan Göranssons grav på Norra begravningsplatsen, maj 2022.

Göransson studerade vid Tekniska skolan i Stockholm 1881-1883 och var därefter verkmästare hos arkitekt Johan Albert Nordström där han bland annat medverkade vid bygget av flerbostadshusen Beväringen 1 (Strandvägen 43) och Beväringen 5 (Strandvägen 47). Göransson godkändes som byggmästare  av Stockholms stads byggnadsnämnd 1892. Han erhöll burskap 1914 och inträdde i Murmestare Embetet 1915.
I egen regi eller tillsammans med muraren K.W. Gustafsson uppförde han bland annat Ädelman mindre 6 (Styrmansgatan 7), Hälsan 7 (Döbelnsgatan 14), Sjökalven 21 (Linnégatan 34), Fanan 5 (Karlavägen 88), Sergeanten 6 (Strandvägen 41) och det så kallade Sturepalatset i hörnet Biblioteksgatan 11 / Lästmakargatan 1. 
Som så många byggmästare under 1800-talets slut byggde Göransson och Gustafsson på spekulation det vill säga att man förvärvade en fastighet, bebyggde den och sålde sedan med vinst som finansierade nästa projekt. Gällande Göransson och Gustafsson var de bosatta i huset på Hälsan 7 som de tidigare byggt.
Göransson fann sin sista vila på Norra begravningsplatsen där han gravsattes den 10 oktober 1926 i familjegraven.